# ريتشارد غاي
ريتشارد غاي (بالفرنسية: Richard Gay)‏ هو متزحلق حر فرنسي، ولد في 6 مارس 1971 في شاموني في فرنسا.

## وصلات خارجية
- الموقع الرسمي
- ريتشارد غاي على موقع الاتحاد الدولي للتزلج (التزلج الحر) (الإنجليزية)
- ريتشارد غاي على موقع أوليمبيديا (الإنجليزية)